# Flaga Nairobi
Flaga Nairobi – składa się z czterech kolorowych prostokątów (od góry z lewej strony: żółty, zielony, zielony, żółty).
W środku flagi znajduje się koło w którym są białe i niebieskie fale.